# Nicaea av Makedonien
Nicaea av Makedonien,  död cirka 302 f.Kr., var en drottning av Makedonien, gift med kung Lysimachos.  
Hon var dotter till Antipatros. Hon gifte sig 321 med Lysimachos i ett äktenskap arrangerat för att symbolisera alliansen mellan hennes far och hennes make. 